# Casual game
Jeu grand public
Pour le genre de jeu vidéo qui se joue à travers un réseau social, voir Jeu social.
 (avril 2009).
Si vous disposez d'ouvrages ou d'articles de référence ou si vous connaissez des sites web de qualité traitant du thème abordé ici, merci de compléter l'article en donnant les références utiles à sa vérifiabilité et en les liant à la section « Notes et références ».

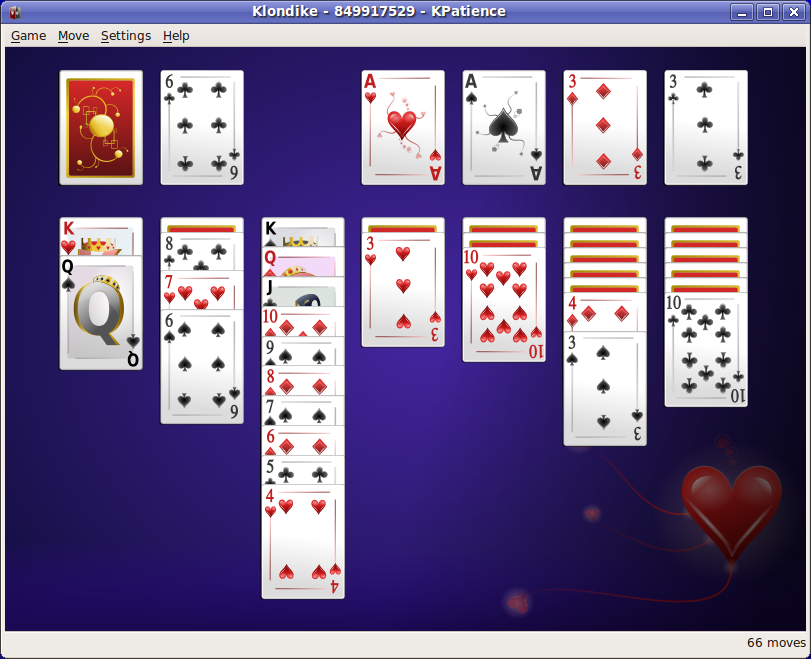
Jeu du solitaire

Le casual game (en français, jeu grand public) est un jeu vidéo destiné au large public des joueurs occasionnels (casual gamer). Contrairement à l'idée commune, un jeu casual n'est pas forcément un jeu sur lequel les joueurs passent peu de temps. Ce type de jeu se caractérise généralement par une affordance ainsi que des choix de game design orienté vers l'accessibilité dans le but d'attirer le plus de joueurs possibles. Il est ici nécessaire de noter que les Casual Games ne sont pas forcément liés à une faible courbe de difficulté et de règles de jeu simples. En effet, des exemples comme Tetris et OlliOlli 2: Welcome to Olliwood démontrent l'inverse. Une certaine catégorie de ce type de jeux propose de nombreuses ouvertures aux médias sociaux comme le partage des données des joueurs ou voire directement leur intégration dans des réseaux sociaux comme l'exemple jeu social FarmVille sur Facebook.
La conception de ce genre de jeu vidéo requiert généralement des coûts de production et distribution moindres pour les producteurs. Initialement destinés aux ordinateurs personnels ou bien comme jeu sur navigateur Web, ils deviennent populaires sur consoles et sur téléphones mobiles.

## Caractéristiques
- Jeux très simples d'approche, mais pouvant disposer de subtilités permettant d'y jouer de manière très pointue.
- Les parties peuvent être courtes.
- La sauvegarde est automatique.
- Il y a beaucoup d'aides.
- Jouer est valorisant même avec un faible niveau : score important dès le début, faible difficulté, chance, santé automatiquement regénérée, bonus fréquents, félicitations au moindre succès…
- Il est quasiment impossible de perdre : un mauvais joueur persévérant finira juste le jeu plus lentement.

## Historique
Le Solitaire est considéré comme le premier grand succès du casual game[réf. nécessaire]. Par la suite, Nintendo sort une adaptation de Tetris en 1989 sur Game Boy et contribue à la popularité de ce style de jeu : rapide, simple et portatif. Dans les années 2000, l'avènement de la technologie comme java et SVG sur les premiers téléphones mobile, ou Flash et le boum de l'accès à l'Internet à haut débit ont accentué sa présence et son importance dans le monde du jeu vidéo. Elles sont de plus en plus remplacées par des technologies comme HTML5 ou des adaptations multi-plateformes de différents moteurs de jeu.
Aujourd'hui, le casual game s'est développé sur la plupart des supports, à commencer par la Wii qui a été le fer de lance sur la nouvelle génération de consoles, en partie grâce à la détection de mouvement de sa manette : la Wiimote. Mais ce type de jeu trouve principalement sa force grâce aux téléphones portables, parfaitement adaptés aux jeux courts et simples.

## Genres
- Puzzle : Bejeweled, Collapse!, Luxor, Tetris, Zuma, etc.
- Réflexion : Démineur, Mystery Case Files, Mortimer Beckett, Hidden Expedition, etc.
- Aventure : Dream Chronicles, Aveyond, Nancy Drew, etc.
- Stratégie : Diner Dash, Delicious, Cake Mania, etc.
- Arcade/action : Doodle Jump, Plantes contre Zombies, Peggle, Feeding Frenzy, etc.
- Lettres : Bookworm, Bookworm Adventures, Bonnie's Bookstore, etc.
- Cartes, Jeu de société : FreeCell, Solitaire, Slingo Quest, Lottso!, Mahjong solitaire (en) (Luxor Mahjong), etc.

## Public
Contrairement à d'autres types de jeux, le casual game cherche à toucher tout type de joueur, de tout âge et de tout horizon (personnes peu habituées aux nouvelles technologies ou aux jeux vidéo). Ce type de jeu se joue lors de n'importe quelle occasion et à n'importe quel endroit (aussi bien chez soi, que dans les transports en commun, ou même lors des pauses). Par ailleurs, les joueurs de casual games ne se considèrent pas comme des gamers à part entière.[réf. nécessaire]

## Critique
Dans une interview donnée au magazine américain Edge, Shigeru Miyamoto, le créateur notamment de Super Mario, estime que l'attitude des casual gamers est « assez lamentable », ces joueurs se comportant pour lui comme de simples clients ne cherchant pas à aller plus loin en jouant à des jeux plus élaborés.